# 潮見知佳
潮見 知佳（しおみ ちか、2月21日 - ）は、日本の漫画家。女性。愛知県出身、在住。

## 略歴
1993年、『ミステリーボニータ』（秋田書店）に掲載された『とどける時を過ぎても』でデビュー。その後、『ボニータ』『きらら16』（いずれも秋田書店）や『別冊花とゆめ』（白泉社）などでファンタジー作品を中心に発表し活動。
2014年7月号より「ゆららの月」「らせつの花」に繋がる、『ゆめの守人』を『別冊花とゆめ』で連載した。
2016年7月号より『ミステリーボニータ』にて『KEY JACK DEADLOCK』を連載した。2017年8月16日にコミックス1巻が発売される筈だったが、11月16日に変更された。
2018年8月特大号より『ミステリーボニータ』で主人公・御厨秋の恩人である女医の関係者の闇医者・鈴宮千景を描く不定期連載『KEY JACK KEEP ALIVE』を開始し、2020年8月特大号で完結した。
2020年11月号より『ミステリーボニータ』で、御厨秋と協力関係にある警視庁の二ノ宮警部を主人公とするスピンオフの不定期連載『まほろばの番人』（旧題「雨の檻のサイレン」）が不定期連載され、2022年2月特大号で完結した。

## 作品リスト
- CANON（1994年 - 1995年、『ミステリーEX』、秋田書店ボニータコミックススペシャル、全4巻）
- 獣たちの夜（1996年 - 1998年、『きらら16』・『きららセーズ』、秋田書店きらら16コミックス、全6巻）
- KEY JACKシリーズ
  - KEY JACK（1998年 - 2009年、『CAIN』（学研）、『ミステリーボニータ』（秋田書店）、きらら16コミックス、全7巻、新装版ボニータコミックスα 全4巻）
  - KEY JACK TEENAGE EDITION（2011年 - 2015年、秋田書店ボニータコミックス、全2巻）
  - KEY JACK DEADLOCK（2016年 - 2018年、『ミステリーボニータ』、ボニータ・コミックス、全2巻）
  - KEY JACK KEEP ALIVE（2018年 - 2020年、『ミステリーボニータ』、ボニータ・コミックス、全3巻）
  - まほろばの番人（2020年 - 2022年、『ミステリーボニータ』、ボニータ・コミックス、全2巻）
- B-EYES（ブラック・アイズ）（1999年 - 2000年、『別冊花とゆめ』、白泉社花とゆめCOMICS全4巻、白泉社文庫全2巻）
- 浄霊ロマンス3部作
  - ゆららの月（2002年 - 2005年、『別冊花とゆめ』、白泉社花とゆめCOMICS、全5巻）
  - らせつの花（2005年 - 2010年、『別冊花とゆめ』、白泉社花とゆめCOMICS、全9巻）
  - ゆめの守人（2014年 - 2016年、『別冊花とゆめ』、白泉社花とゆめCOMICS、全4巻）
- ラグトニア（2006年 - 2013年、夢幻アンソロジーシリーズ、祥伝社Feelコミックスファンタジー、全4巻）
- ゆかりズム（2010年 - 2014年、『別冊花とゆめ』、白泉社花とゆめCOMICS、全4巻）
- 七つのくるり（2012年　- 2013年、『ITAN』、講談社、全2巻）